# Táplálkozás

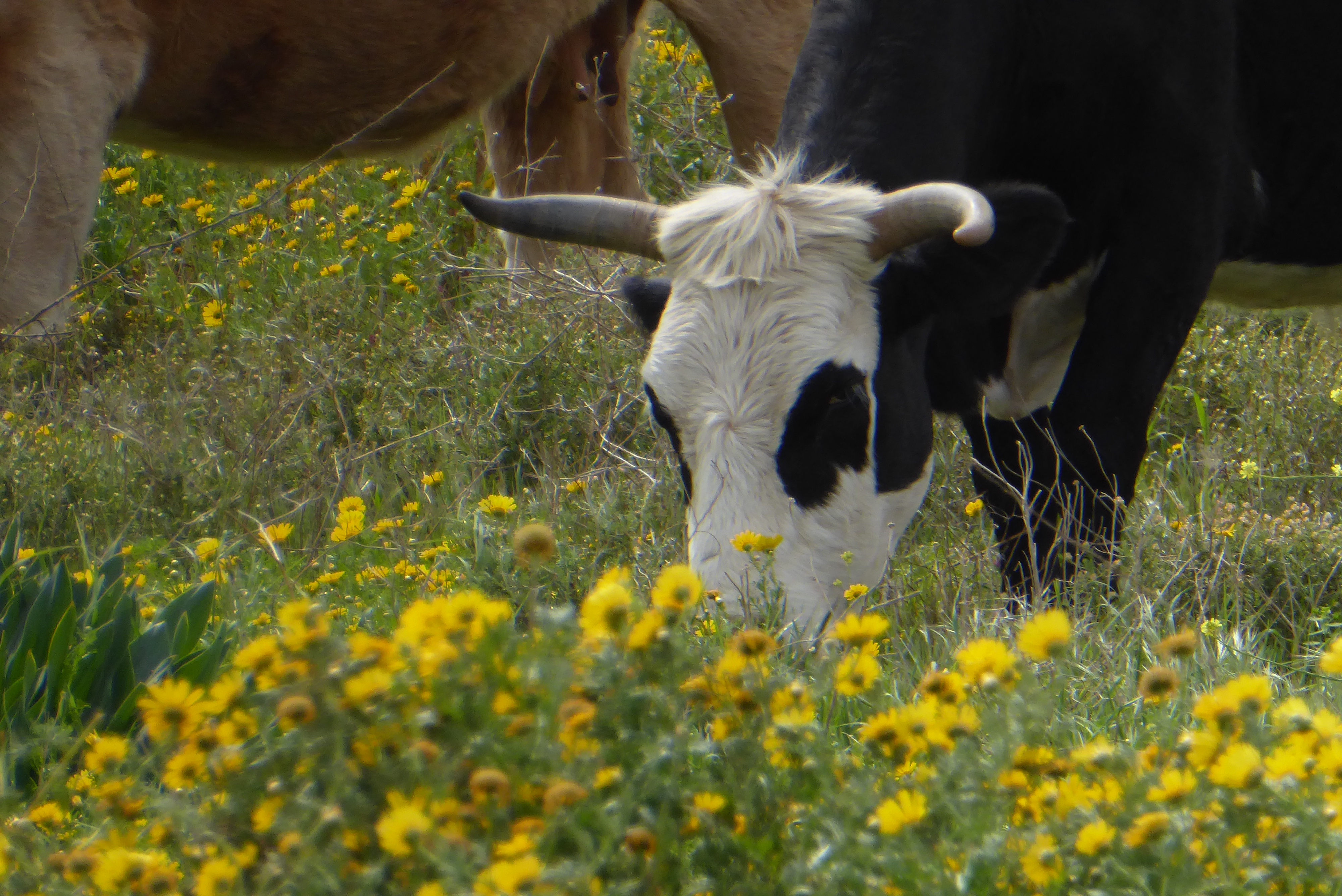
Táplálkozás

A táplálkozás az ember és állat egyik jelentős életjelensége, amely során a szervezet a megfelelő és egészséges működéshez táplálékot vesz fel, amit vérhálózat útján juttat el a sejtekhez. Táplálékainknak sok fajtája van (járulékos, fűtő stb.). Ezeket a szánkban felaprítjuk, majd lejut a tápcsatornába ott pedig az emésztőnedvek felbontják alkotó elemeire. A fontosabb tápanyagok eljutnak a véráram útján a sejtekhez, a felesleges salakanyag pedig távozik a szervezetünkből széklet formájában.

## Leírás

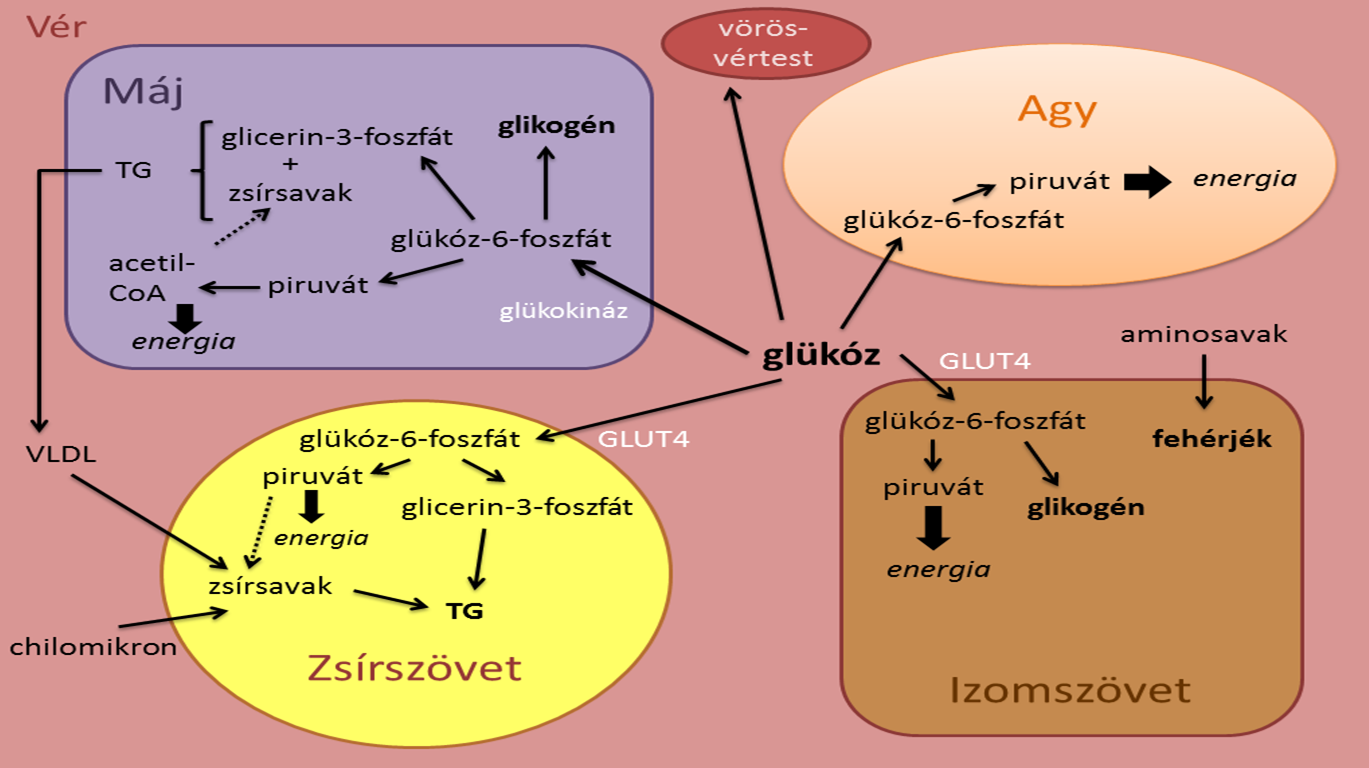
A jóllakottság érzésének kialakulása

A táplálkozás olyan élettevékenység, mellyel az élőlények a szervezetük felépítéséhez szükséges anyagokat és az egyéb élettevékenységeikhez szükséges energiát biztosítják. Szorosabb értelemben táplálkozásnak csak a táplálék megszerzését és felhasználásra alkalmassá tételét nevezik, míg a tápláléknak a szervezetben történő  kémiai átalakítása az anyagcsere. A táplálkozás szempontjából az élővilág két, egymástól alapvetően különböző csoportra osztható: 1. a növények többsége szervetlen anyagokat (szén-dioxid, víz, sók) használ fel, ebből épít fel különböző szerves anyagokat (autotrófia), melyek az élővilág másik csoportjának is táplálékul szolgálnak. 2. az ember és az állatok szerves anyagokkal táplálkoznak. Az állatok növény-, húsevők vagy vegyesen táplálkozók lehetnek. A mikroorganizmusok, a gombák ugyancsak különféle szerves anyagokat használnak fel (élősködők, szimbióták, korhadékevők). Ide sorolhatók az élősködő növények is. Az ilyen szervezeteket heterotrófoknak nevezik. Az élőlények táplálkozás tekintetében egymásra vannak utalva, minthogy a heterotróf szervezetek szerves tápanyagai a növényvilágból származnak, míg a növényi autotróf táplálkozáshoz szükséges széndioxid a heterotróf szervezetek anyagcseréjének terméke. A növényi táplálkozás, a szervetlen anyagok átalakítása szervessé a fotoszintézis útján a Nap fényenergiájának a felhasználásával történik. Egyes mikroorganizmusok (pl. a kén- vagy vasbaktériumok) a fényenergia helyett kémiai folyamatok energiáját használják fel szerves anyagok előállításához (kemoszintézis).
A szorosabb értelemben vett táplálkozás (evés) az állatvilágban fokozatos fejlődésen ment keresztül. Az egysejtűek testük egész felületén vehetnek fel folyékony (ozmózis útján) vagy szilárd táplálékot (fagocitózis). A fejlődés során külön szerv, illetve szervrendszer alakult ki a táplálkozásra, melynek sajátságai nagymértékben függnek a táplálkozás módjától. Ez általában cső alakú; bemeneti nyílása alkalmas lehet a táplálék megragadására és feldarabolására. Az ezt követő szakaszban kémiai feldolgozás történik különböző enzimek segítségével, majd a részleges lebontott tápanyag felszívódik és eljut a test különböző részeibe, ahol felhasználódik. A végső szakaszon történik a szervezet számára fel nem használható anyagok kiürítése.
A táplálkozás mértékét a szervezet szükséglete, illetve a felvett tápanyagok tápértéke szabja meg. A tápértéket az adott tápanyag energiaszolgáltatásának mértékével szokás jellemezni. Kaloriméterben való elégetésekor 1 g zsír 9,3; 1 g szénhidrát 4,1 és 1 g fehérje 5,6 (élettani hasznosítási értéke 4,1) kilokalória energiát szolgáltat. Ennek ellenére nem közömbös pl. az emberi szervezet számára, hogy ezekből a tápanyagokból milyen arányban részesül. A tápláléknak  mindig kell tartalmaznia megfelelő mennyiségű és minőségű fehérjét, mert ebből szerzi meg a szervezet azokat az aminosavakat, melyeket önmaga nem képes előállítani (esszenciális aminosavak). Szükséges emellett, hogy a táplálék elegendő mennyiségben tartalmazzon úgynevezett járulékos tápanyagokat, vitaminokat, amelyekre ugyan kis mennyiségben van csak szükség, de hiányuk különféle súlyos zavarokat okozhat. Az ember átlagos napi igénye a fő tápanyagokból: 70 g fehérje, 50 g zsír és 500 g szénhidrát (élelmiszerek). Ezek mennyisége a szervezet igénybevételével arányosan nő. 
A szervezet a felvett táplálék egy részét elhasznált anyagainak pótlására, anyagainak gyarapítására (növekedés), egy részét különféle élettevékenységek energiaszükségletének fedezésére használja fel. A közvetlen szükséglet kielégítésére fel nem használt anyagokat a szervezet tárolni képes (glükogén, zsírok), s ezért elviseli a táplálkozás hosszabb-rövidebb ideig történő szüneteltetését (éhezés). Ilyenkor a raktározott tápanyagok nagy része felhasználódik. Hosszabb idejű éhezést a szervezet már rosszul visel el, mert már egyéb, a szervezet felépítésében szükséges anyagok is felhasználódhatnak. A szervezet az energiát is képes tárolni különböző nagy energiatartalmú foszfátok (pl. adenozin-trifoszfát) alakjában.
A táplálkozással ez emberi élelmezéssel kapcsolatos kutatásokkal Magyarországon az Országos Élelmezés- és Táplálkozástudományi Intézet foglalkozik.